# ELife

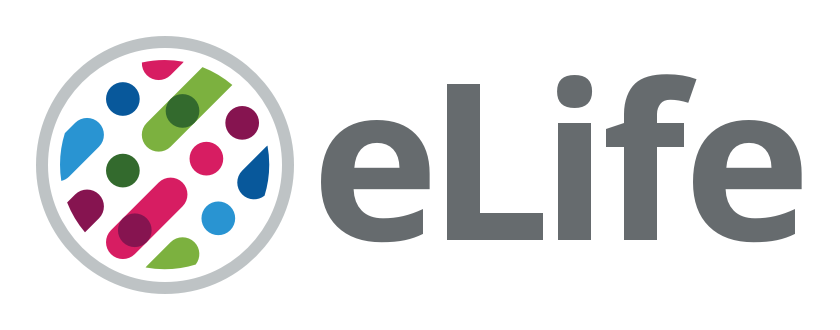
Logo

eLife ist eine digital publizierte wissenschaftliche Fachzeitschrift für biomedizinische und biowissenschaftliche Forschungsergebnisse, deren Artikel zur Qualitätssicherung vor ihrer Veröffentlichung durch unabhängige Sachverständige aus dem gleichen Fachgebiet begutachtet werden (Peer Review). Die Open-Access-Zeitschrift erscheint seit Ende 2012 im Verlag der unabhängigen Non-Profit-Organisation eLife Sciences Publications Ltd. in Cambridge (UK). Sie wurde gemeinsam vom Howard Hughes Medical Institute, der Max-Planck-Gesellschaft und dem Wellcome Trust gegründet und wird seitdem von diesen und der Knut-und-Alice-Wallenberg-Stiftung gefördert.
Bis Ende 2016 übernahmen die Gründer von eLife alle Kosten, die mit der Veröffentlichung von Forschungsberichten in eLife verbunden waren, und weil alle Inhalte unter einer Creative-Commons-Lizenz publiziert wurden, fielen weder auf Seiten der Autoren Zugangsgebühren an noch auf Seiten der Leser. Dies unterschied eLife von Beginn an von „klassischen“ Fachzeitschriften wie Science oder Nature, die sich in der Regel durch Abonnements – also durch ihre Leser – finanzieren; Nature kostet im Jahresabonnement beispielsweise 199 Euro. Im Herbst 2016 gaben die Geldgeber von eLife jedoch bekannt, dass ab Januar 2017 für jede eingereichte und angenommene Veröffentlichung ein Preis in Höhe von 2500 US-Dollar eingeführt werde. Begründet wurde diese „Publikationsgebühr“ mit dem starken Wachstum, das eLife „bei Einreichungen und Publikationen“ erfahren habe.
Anfang Februar 2023 änderte eLife erneut sein Grundkonzept. Zum einen wurde der Preis für eingereichte Fachartikel auf 2000 US-Dollar gesenkt, zum anderen werden seitdem die Fachartikel gemeinsam mit einer Kurzfassung der Sachverständigen-Gutachten als „Reviewed Preprint“ veröffentlicht. Der Verlag teilte in diesem Zusammenhang ferner mit, ab Inkrafttreten des neuen Veröffentlichungsmodells von eLife ändere sich auch die Rolle der Herausgeber: Diese werden nach der Peer-Review und aufgrund der Gutachter-Voten – anders als allgemein üblich – keine Entscheidungen mehr über die Annahme oder Ablehnung von Forschungsartikeln zur Veröffentlichung treffen. Anders als zuvor bei eLife und in den „klassischen“ Fachzeitschriften üblich, werden in eLife nunmehr auch jene eingereichten und dem Peer-Review-Verfahren zugeführten Artikel veröffentlicht, die von den Gutachtern als fehlerhaft und folglich als wissenschaftlich wertlos abgelehnt wurden. Diese Änderung des Grundkonzeptes hatte zur Folge, dass eLife seit Herbst 2024 bei den Berechnungen zum Impact Factor nicht mehr berücksichtigt wird. Zuvor war eLife bereits vom Web of Science suspendiert worden.

## Belege
1. ↑  Website for new open-access journal eLife introduced. Auf: mpg.de vom 13. Dezember 2012.
2. ↑  eLife führt Publikationsgebühren ein. Auf: openaccess.mpg.de vom 29. September 2016.
3. ↑  eLife ends accept/reject decisions following peer review. Auf: elifesciences.org vom 20. Oktober 2022.
4. ↑  Funders support use of reviewed preprints in research assessment. Auf: elifesciences.org vom 7. Dezember 2022.
5. ↑  Ein Beispiel hierfür ist: Lee Berger et al.: Evidence for deliberate burial of the dead by Homo naledi. In: eLife vom 12. Juli 2023, doi:10.7554/eLife.89106.1.
6. ↑  Open-access journal elife will lose its ‘impact factor’ over controversial publishing model. Auf: science.org vom 13. November 2024. Zugleich doi:10.1126/science.zycyo78.
7. ↑  Web of Science index puts eLife ‘on hold’ because of its radical publishing model. Auf: science.org vom 24. Oktober 2024. Zugleich doi:10.1126/science.zjs3ept.